# Уитли, Норман
Норман Генри Поунэлл Уитли (англ. Norman Henry Pownall Whitley; 29 июня 1883, Чорлтон-кам-Харди, Ланкашир — 12 апреля 1957, Кейптаун, Западно-Капская провинция) — британский игрок в лакросс, серебряный призёр летних Олимпийских игр 1908 года.
На Играх 1908 года в Лондоне Уитли участвовал в мужском турнире, в котором его сборная заняла второе место, проиграв в единственном матче Канаде.